# Маяпур
Маяпур та Майяпур (бенг. মায়াপুর; англ. Mayapur) — населений пункт, розташований на місці впадання річки Джалангі в Ґанґу, біля міста Навадвіпа, штат Західний Бенгал, Індія, в 130 кілометрах на північ від Колкати.
Майяпур — святе місце паломництва для вайшнавів, оскільки тут у 1486 році народився Чайтан'я Махапрабгу. Кожен рік Маяпур відвідують понад мільйон прочан.
Маяпур є світовою штаб-квартирою ряду Ґаудія-вайшнавських організацій, таких як Ґаудія Матх, і з початку 1970-х років — Міжнародного товариства свідомості Крішни.

## Меморіали
Самадгі Мандір Шріли Прабгупади є однією з головних визначних пам'яток. Також є музеєм, що описує все життя Прабху з використанням моделі з склотканини. Поряд з традиційними самадгі, Міжнародне товариство свідомости Кришни планує побудувати сад на честь Джорджа Гаррісона.
Крім того, є цілий ряд инших ґаудія-вайшнавських організацій у Майапурі, таких як Ґаудія Матх. Місто вайшнавської релігійної традиції, офіційно відомої як Брахма-Мадгва-Ґаудія-сампрадайа, з храмами присвячена Радгі та Кришні або Ґаура-Нітай, однак є значне мусульманське населення в історичному центрі міста.

## Подорожі
Можливо на човні, більше популярно на поїзді чи автобусі. Часті поїзди доступні Krishnanagar від станції Sealdah, після досягнення Krishnanagar, слід пересісти на авто і досягти Маяпуру. У ході візиту можна побачити «штаб-квартиру» Міжнародного товариства свідомости Кришни, довгий потік в помаранчевих шатах і спів Гаре Кришна мантри.